# Châtelus (Isère)
Châtelus ist eine französische Gemeinde mit 94 Einwohnern (Stand: 1. Januar 2022) im Département Isère in der Region Auvergne-Rhône-Alpes (vor 2016 Rhône-Alpes). Sie gehört zum Arrondissement Grenoble und zum Kanton Le Sud Grésivaudan. Die Einwohner werden Chatelussiens genannt.

## Geographie
Die Gemeinde Châtelus liegt im Westen des Vercors-Massivs an der Grenze zum Département Drôme, etwa 33 Kilometer westsüdwestlich von Grenoble an der Bourne, die die Gemeinde im Norden begrenzt, in der historischen Landschaft Dauphiné. Charakteristisch sind die Schluchten, Wasserfälle und Höhlen im 12,3 km² großen Gemeindegebiet, das vollständig im Regionalen Naturopark Vercors liegt. Zur Gemeinde Châtelus gehören die Weiler Les Saffrières und Vezor. Im Westen begrenzt der Vernaisson die Gemeinde. Umgeben wird Châtelus von den Nachbargemeinden Choranche im Norden, Saint-Julien-en-Vercors im Osten, Échevis im Süden sowie Pont-en-Royans im Westen. 

## Bevölkerungsentwicklung
| Jahr                       | 1962 | 1968 | 1975 | 1982 | 1990 | 1999 | 2006 | 2013 | 2021 |
| -------------------------- | ---- | ---- | ---- | ---- | ---- | ---- | ---- | ---- | ---- |
| Einwohner                  | 153  | 144  | 95   | 70   | 84   | 94   | 83   | 92   | 96   |
| Quellen: Cassini und INSEE |      |      |      |      |      |      |      |      |      |

## Sehenswürdigkeiten
- kraterartige Schlucht Cirque du Bournillon
- Bourne-Schlucht
- Wasserfall Cascade de Moulin Marquis
- Höhle von Bournillon
- vier Kilometer lange Felsformation Rochers du Bournillon
- Kirche Saint-Martin
- mehrere ehemalige öffentliche Waschhäuser (Lavoirs)